# Pleopeltis jakonensis
Pleopeltis jakonensis là một loài dương xỉ trong họ Polypodiaceae. Loài này được S.Singh & Panigrahi mô tả khoa học đầu tiên năm 1990.
Danh pháp khoa học của loài này chưa được làm sáng tỏ. 